# Augusto Severo
Augusto Severo là một đô thị thuộc bang Rio Grande do Norte, Brasil. Đô thị này có diện tích 896,962 km², dân số năm 2007 là 9108 người, mật độ 10,2 người/km².